# Erste Griechische Nationalversammlung in Epidauros

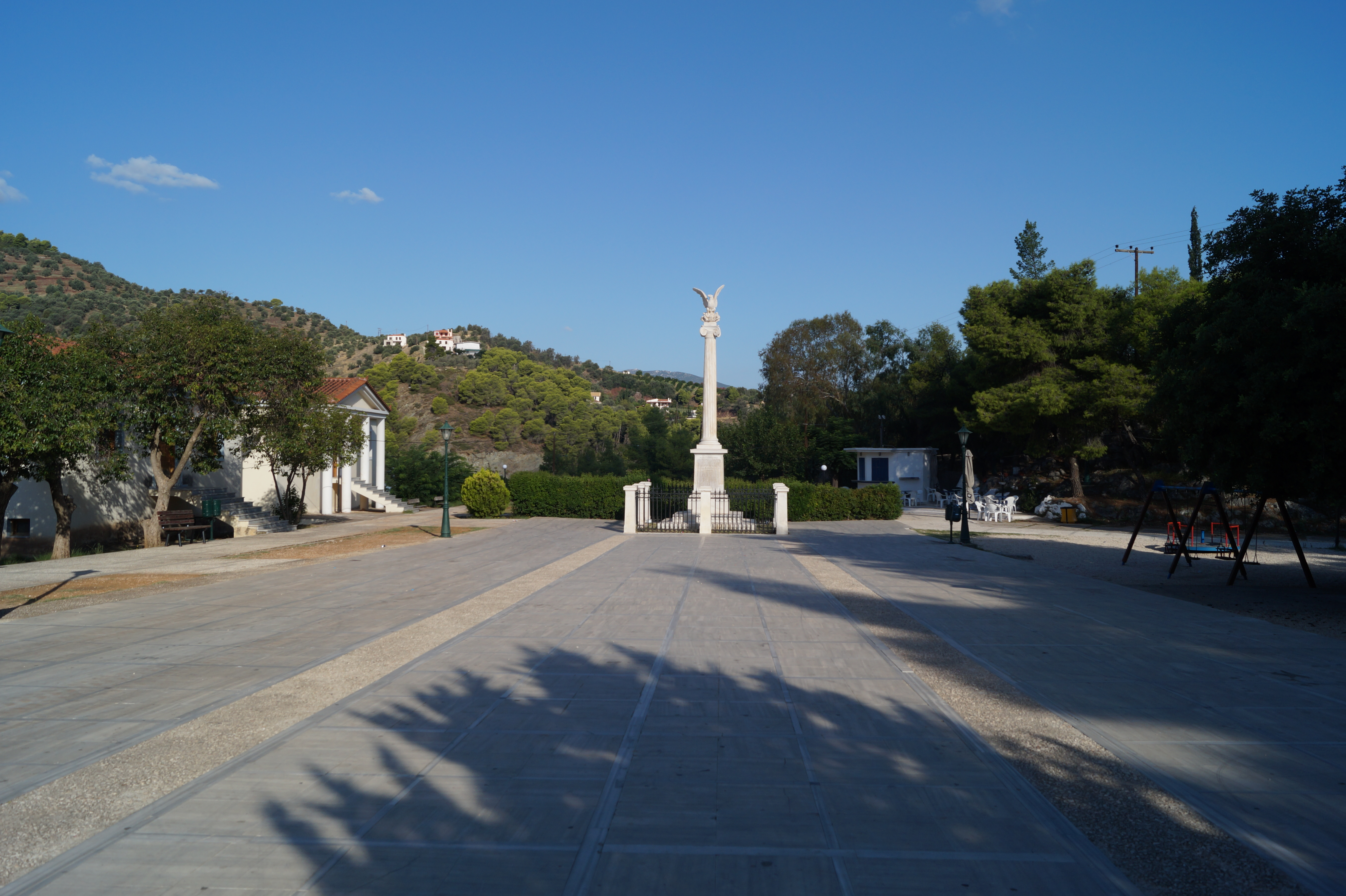
Platz der Ersten Griechischen Nationalversammlung in Nea Epidavros

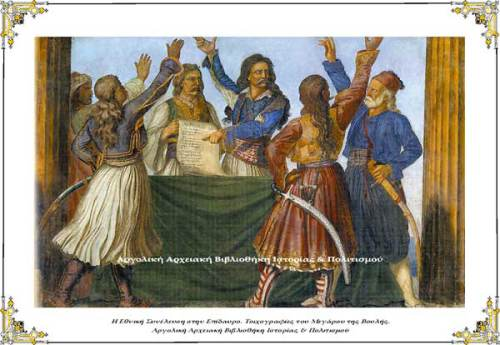
Ludwig Schwanthaler: Nationalcongreß in Epidaurus

Die Erste Griechische Nationalversammlung in Epidauros (griechisch Α΄ Εθνοσυνέλευση Επιδαύρου) fand vom 20. Dezember 1821 bis zum 15. Januar 1822 in Piada, dem heutigen Nea Epidavros statt.

## Vorgeschichte
Nach dem Ausbruch der Griechischen Revolution am 25. März 1821 waren bis zum Jahresende der Peloponnes, die Inseln Hydra, Spetses und Psara und der größte Teil Mittelgriechenlands unter griechischer Kontrolle. Nur einzelne stark befestigte Burgen konnten die Osmanen behaupten. Am 26. Mai 1821 wurde der peloponnesische Senat im Kloster Moni ton Kaltezon gegründet. Weitere Treffen des Senats unter Dimitrios Ypsilantis fanden am 21. Juli in Vervena und in Zarakova statt. Vom 4. bis 9. November wurde in Mesolongi der Senat für Westgriechenland gewählt. Auf der Versammlung in Salona vom 15. bis 20. November wurde der Areios Pagos von Ostgriechenland (griechisch Άρειος Πάγος της Ανατολικής Χέρσου Ελλάδας) gegründet.
Man plante zunächst die Nationalversammlung in Tripoli abzuhalten, da hier jedoch eine Epidemie herrschte, verlegte man sie nach Argos. Am 2. Dezember versammelten sich die ersten Teilnehmer an der alten Kirche Agios Georgios. Neofytos Vamvas hielt hier eine Rede. Wegen der Nähe zu Nafplio, das noch in osmanischer Hand war, verlegte man die Versammlung schließlich nach Piada.

## Teilnehmer
Es kamen Vertreter vom Peloponnes, aus Zentralgriechenland und von den Inseln. Außerdem kamen einige Phanarioten. Die Entsandten des Areios Pagos waren nicht stimmberechtigt. Es kamen auch albanische Teilnehmer, die jedoch auch kein Stimmrecht hatten. Sie wurden nach ihrer Herkunft in vier Gruppen eingeteilt.

### Liste der Teilnehmer
| Peloponnes | Ostgriechenland | Westgriechenland | Hydra, Spestes, Psara | Andere |
| --- | --- | --- | --- | --- |
| - Germanos von Patras - Petros Mavromichalis - Sotitios Chalambous - Panoutsos Notaras - Athanasios Kanakaris - Anagnostis Papagiannopoulos - Giannoulis Karamanos - Polychronis Tzanetou | - Talantiou Neofytos - Theodoros Negris - Anthimos Gazis - Grigorios Konstantas - Ioannis Logothetis - Lambros Nakos - Georgios Ainian - Georgakis Papailiopoulos - Giannoutsos Kontes - Sotiris Douros - Konstantinos Sapountzis - Drosos Mansolas - Ioannis Skandalidis - Alexandros Axiotis - Lambros Alexandrou - Ch. Kyriazis - Adam Doukas - Zacharias Panagiotidis | - Alexandros Mavrokordatos - Fotos Boboris - Ioannis Kolettis - Fotos Karapanou - Alexandros Tzibouropoulos - Spyridon Kourkoumelis | - Ioannis Orlandos - Manolis Tombazis - Anagnostis Oikonomou - Frantzeskos Voulgaris - Chatzigiannis Mexis - Gikas Botasis - Andreas Chatzianagyrou - Giorgis Boukouris - Petros Omiridis Skylitsis - Anagnostis Monarchidis | - Dositheos Panagiotidis - Dionysios Petrakis - Spyridon Patousas - Georgios Psyllas - Anasthasios Lidorikis - Georgios Apostolou - Charalambos Papageorgiou - K. Tassikas - Ioannis Vizoulas - Vasileios Boudouris - Christodoulos Koutsis - Nikolas Dimitri Lazaris - Kapetan Manolis Kasiotis - Zois Panou - Giannakis Plakotis - Andreas Zaimis - Ioannis Papadiamantopoulos |

## Verfassung

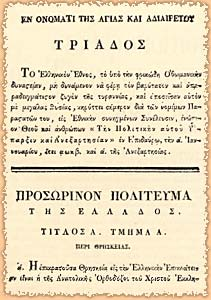
Erste Seite der Ersten Griechischen Verfassung

Es wurde ein zwölfköpfiger Ausschuss gewählt, der aus je drei Delegierten der vier Gruppen bestand: Germanos von Patras, Panoutsos Notaras, Athanasios Kanakaris, Theodoros Negris, Georgios Ainian, Drosos Mansolas, Alexandros Mavrokordatos, Ioannis Kolettis, Fotos Karapanou, Ioannis Orlandos, Petros Omiridis Skylitzis und Anagnostis Monarchidis. Dieser Ausschuss mit Alexandros Mavrokordatos als Präsident hatte die Aufgabe, zusammen mit dem Italiener Vincenzo Gallina die Verfassung zu schreiben. Am 20. Dezember 1821 wurde die Verfassung ratifiziert. Sie wurde "Temporäre Verfassung von Griechenland (griechisch Προσωρινόν Πολίτευμα της Ελλάδος) genannt.
Die Verfassung hatte 107 Paragraphen und war von der amerikanischen und französischen Verfassung beeinflusst. Das Orthodoxe Christentum wurde Staatsreligion, aber andere Religionen wurden toleriert. Alle Bürger waren vor dem Gesetz gleich und auch Fremde hatten die gleichen Bürgerrechte. Die Verfassung sah einen Monarchen vor. Dies war darin begründet, dass die westlichen Monarchien Demokratiebestrebungen in anderen Ländern mit Argwohn betrachteten, da man Angst hatte, diese könnten im eigenen Land Nachahmer finden. Die Befugnisse des Monarchen waren jedoch stark eingeschränkt.
Als Hauptstadt wurde Athen gewählt. Solange dies jedoch nicht in ihrer Hand war, fungierte Korinth als Hauptstadt. Das Phönixwappen wurde durch die Eule der Athena und die schwarze Flagge der Filiki Eteria durch eine blau-weiße Flagge ersetzt. Das Heer führte von nun an eine blaue Flagge mit einem weißen Kreuz, und die Schiffe fuhren unter einer Flagge mit dreizehn blauen und zwölf weißen horizontalen Streifen.
Die Regierung wurde in zwei Teile geteilt, einen legislativen und einen exekutiven. Die legislative Regierung, auch Senat genannt, setzte sich aus Vertretern der Provinzen zusammen und bestand aus 33 Vertretern. Die exekutive Regierung setzte die von dem Senat verfassten Gesetze in Kraft. Sie konnte diese auch ablehnen. Der Exekutivrat bestand aus fünf Vertretern. Er ernannte auch die Minister. Das Marineministerium war mit drei Ministern besetzt – jeweils einer von Hydra, Spetses und Psara.

### Vertreter
|               | Legislativregierung | Exekutivregierung                                                     |
| ------------- | --- | --------------------------------------------------------------------- |
| Präsident     | Dimitrios Ypsilantis | Alexandros Mavrokordatos                                              |
| Vizepräsident | Sotirios Chalambous | Athanasios Kanakaris                                                  |
| Sekretär      | Ioannis Skandalidis |                                                                       |
| Mitglieder    | - Alexandros Tzibouropoulos - Anagnostis Monarchidis - Anargyros Petraki - Anasthasios Lidorikis - Andreas Zaimis - Vasileios Boudouris - Veniamin Lesvios - Gavriil Amanitis - Germanos von Patras - Georgios Kalaras - Georgios Apotholou - Georgios Sisinis - Georgakis Papailiopoulos - Giannakis Plakotis - Giannoulis Karamanos - Giannoutsos Kontes - Gikas Karakatzanis - Grigorios Konthantas - Ioannis Papadiamantopoulos - Lambros Alexandrou - Nikolaos Poniropoulos - Panagiotis Krevvattas - Petrobey Mavromichalis - Polychronis Tzanetou - Spyridon Kourkoumelis - Sotiris Douros - Fotos Karapanou - Fotos Boboris - Charalambos Papageorgiou - Ch. Kyriazis | - Anagnostis Papagiannopoulos - Ioannis Orlandos - Ioannis Logothetis |

### Minister
|                                              | Minister                                                                                            |
| -------------------------------------------- | --------------------------------------------------------------------------------------------------- |
| Präsident des Ministerrats und Außenminister | Theodoros Negris                                                                                    |
| Innenministerium                             | Ioannis Kolettis                                                                                    |
| Finanzministerium                            | Panoutsos Notaras                                                                                   |
| Kriegsministerium                            | Notis Botzaris                                                                                      |
| Justizministerium                            | Theodoros Vlasios                                                                                   |
| Religionsministerium                         | Josif von Antrousis                                                                                 |
| Polizeiministerium                           | Lambros Nakos                                                                                       |
| Marineministerium                            | - N. Panteli Nikolaki (Hydra) - Andreas Chatzianagyrou (Spetses) - Ioannis Nikolaou Lazarou (Psara) |